# 九斿四
波江座63，又名BD-10 1066，HD 32008、SAO 150060、HR 1608，是波江座的一颗恒星，视星等为5.38，位于銀經209.55，銀緯-29.41，其B1900.0坐标为赤經4h 55m 6.4s，赤緯-10° -29.41′ 35″。